# Тритиум
«Тритиум» (итал. Tritium Calcio 1908) — итальянский футбольный клуб из города Треццо-сулл'Адда, выступающий в Высшем дивизионе Профессиональной лиги, третьем по силе дивизионе чемпионата Италии. Основан в 1908 году, затем неоднократно реорганизовывался и переименовывался, последний раз в 2010 году. Домашние матчи проводит на арене «Доменико Франчиони», вмещающей 8 000 зрителей. До середины 2000-х годов «Тритиум» в основном выступал в региональных лигах, лишь три сезона, с 1976 по 1979 годы, проведя в Серии D. С середины 2000-х годов начался подъём клуба, в сезоне 2005/06 он вышел в Серию D, в сезоне 2010/11 впервые в своей истории принял участие во втором дивизионе Профессиональной лиги, и сразу же занял первое место в своей группе, чем заслужил право в сезоне 2011/12 дебютировать в Высшем дивизионе Профессиональной лиги.

## Сезоны по дивизионам
- Высший дивизион Профессиональной лиги — 2 сезон.
- Второй дивизион Профессиональной лиги — 1 сезон.
- Серия D — 10 сезонов.

## Известные игроки
- Роберто Бортолотто

## Известные тренеры
- Симоне Больдини
- Девис Манджа
- Паоло Пуличи — тренер молодёжной команды